# Anosiodes
Anosiodes là một chi bướm đêm thuộc họ Geometridae.